# Штёр (река)
Штёр (нем. Stör) — река в Германии, протекает по земле Шлезвиг-Гольштейн, речной индекс 5976. Площадь бассейна реки составляет 1780,5 км². Общая длина реки 87 км. Крупный приток Эльбы.

## Течение
Исток расположен примерно в 15 км юго-восточнее Ноймюнстера в районе Зегеберг. Река протекает через Ноймюнстер, южную часть районов Рендсбург-Экернфёрде и Штайнбург и впадает в Эльбу в 2,5 км северо-западнее от Глюкштадта.
От города Итцехо до устья — судоходна.
В 1975 году недалеко от устья реки была сооружена дамба нем. Störsperrwerk, защищающая низменные территории от приливных затоплений, общая площадь которых составляет около 1160 км². Соединена через систему шлюзов (2) с Брайтенбургским каналом (Breitenburger Kanal).
Близость Северного моря приводит к тому, что на бо́льшей части реки действуют правила морского судоходства.
Приливы влияют на уровень водной поверхности реки почти на половине Штёра от Келлингхузена до устья. Разница уровней между средним состоянием реки при открытых и закрытых шлюзах дамбы составляет около 2,75 м.

## Галерея

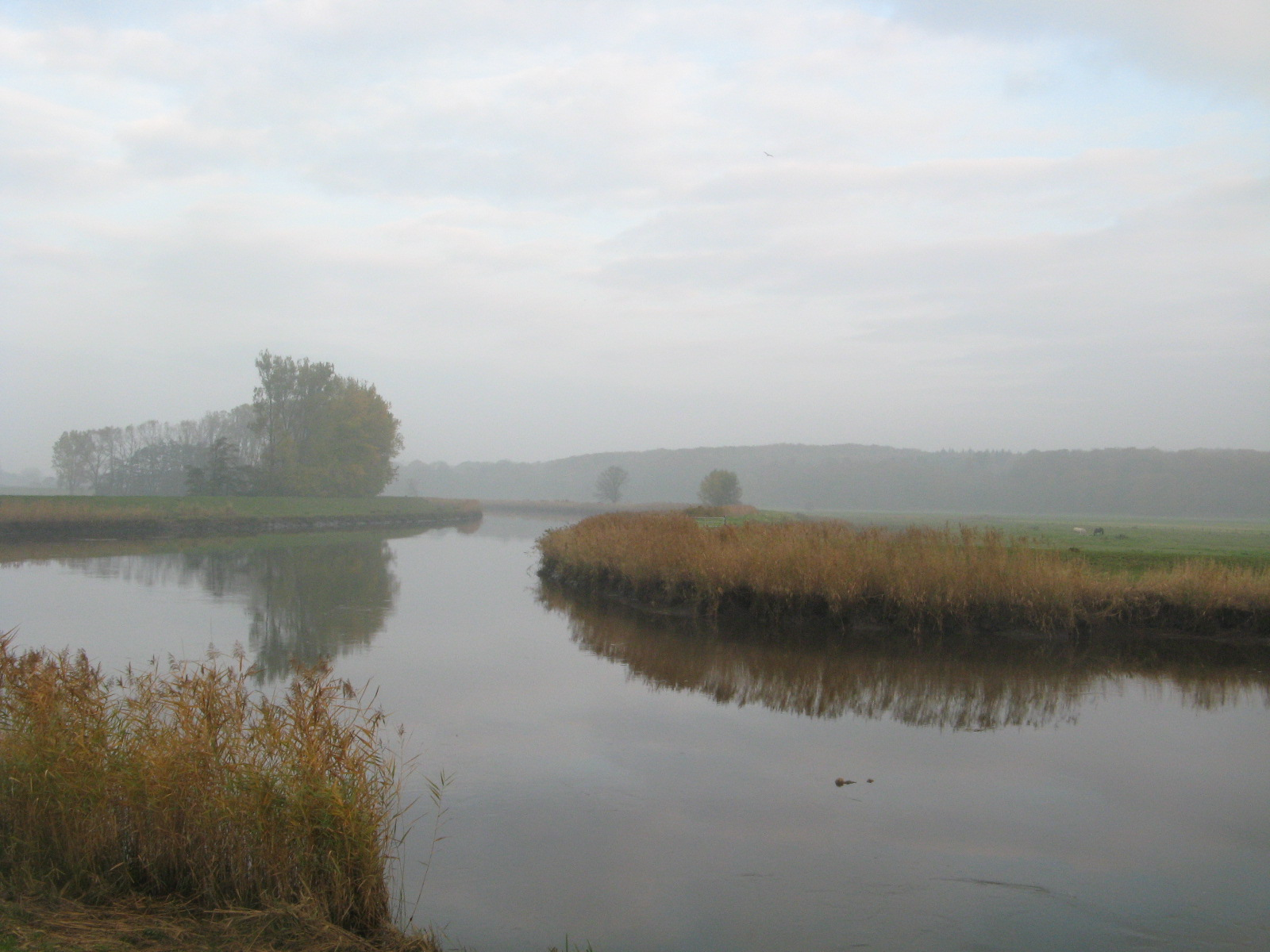
Штёр у Итцехо
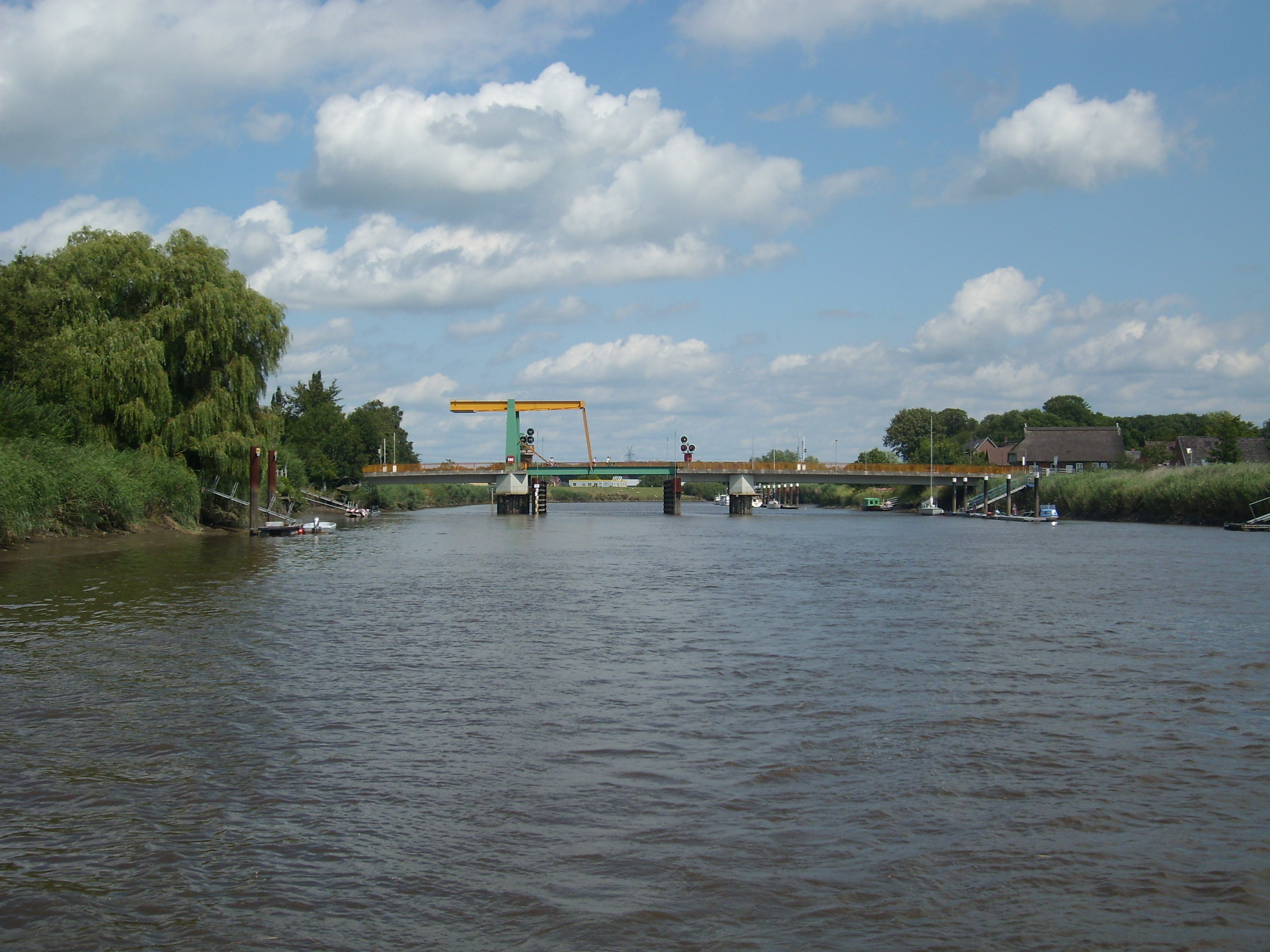
Штёр
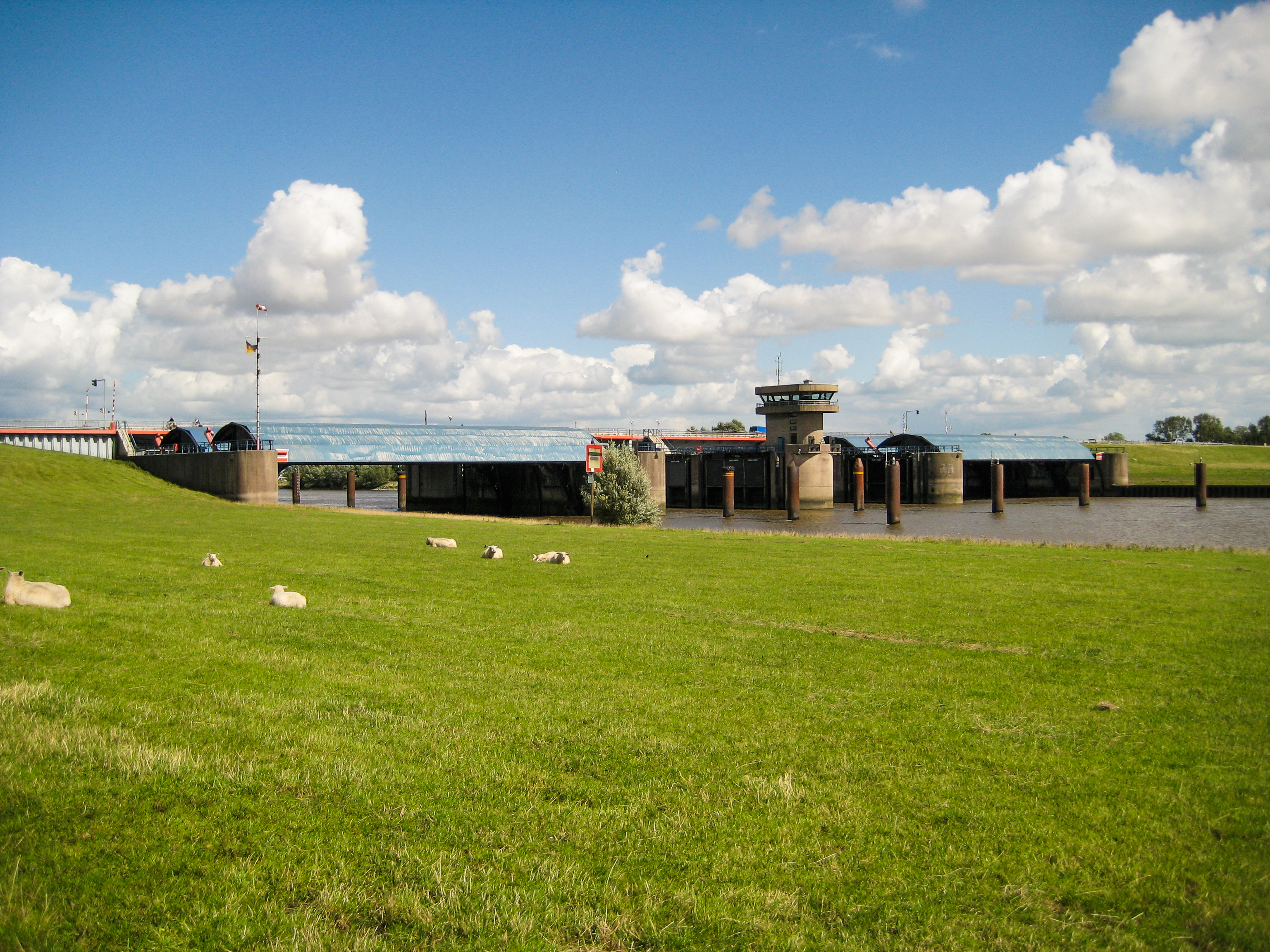
Дамба на р. Штёр